# Szlak im. Stanisława Noakowskiego
Szlak im. Stanisława Noakowskiego, česky lze přeložit jako stezka/trasa Stanisława Noakowského, je značená turistická trasa v okrese Augustov, okrese Toruň a v městě Toruň v Kujavsko-pomořském vojvodství v Polsku.

## Historie a popis trasy
Červeně značená populární obousměrná trasa je pojmenována po polském malíři a architektu Stanisławu Noakowskiém (1867-1928), který se narodil ve vesnici Nieszawa. V Nieszawě také rovinatá až mírně kopcovitá stezka začíná. Trasa kopíruje tok veletoku Visla a vede přes vesnici Raciążek s ruinami hradu, lázeňské město Ciechocinek se známými gradovnami a solankou. Dále pokračuje přes vesnici Wołuszewo, řeku Tążyna, vesnici Otłoczyn, kolem památných stromů lípa Bratra Alberta, lípa Bolka, a Dub Gniewko do vesnice Brzoza, za kterou se podchází dálnice A1. Stezka pak vede přes městské části Toruně Czierniewice, Rudak a Piaski kolem Campingu Tramp. Přes Most im. Józefa Piłsudskiego vede do historické městské části Stare Miasto.

## Další informace
Obousměrná stezka je celoročně volně přístupná, kdy výjimkou mohou být pouze občasné velké povodně na řece Visla. Stezka se také křižuje s dalšími turistickými trasami a cyklostezkami.